# 贡嘎薹草
贡嘎薹草（学名：Carex gonggaensis）为莎草科薹草属的植物，为中国的特有植物。分布在中国大陆的四川省等地，生长于海拔2,500米至3,350米的地区，一般生长在山坡草地和河边湿地。